# Augusto Gutiérrez
Augusto José Gutiérrez Campos (Independencia, 3 ottobre 1930) è un ex schermidore venezuelano.

## Biografia
Ha partecipato ai Giochi della XV Olimpiade di Helsinki nel 1952 ed ai Giochi della XVII Olimpiade di Roma nel 1960.
È il fratello dello schermidore Gustavo Gutiérrez.

## Palmarès
In carriera ha conseguito i seguenti risultati:
- Giochi Panamericani:

Città del Messico 1955: bronzo nella spada a squadre e nel fioretto a squadre.
San Paolo 1963: bronzo nel fioretto a squadre.